# Lophialetes
Lophialetes és un gènere extint de mamífers perissodàctils de la família dels lofialètids que visqueren a Àsia durant l'Eocè, fa entre 33,9 i 48,1 milions d'anys. Se n'han trobat restes fòssils a Corea del Nord, el Kazakhstan, el Kirguizstan, Mongòlia i la Xina. Presentaven una incisura nasal profunda, cosa que indica que estaven dotats de probòscide, igual que els tapirs, els seus parents moderns. L'anatomia de l'esquelet indica que eren animals corredors. El nom genèric Lophialetes és una combinació de Lophiodon i Helaletes i es refereix al fet que presenta caràcters d'aquests dos altres gèneres.